# Ava (Missouri)
Ava is een plaats (city) in de Amerikaanse staat Missouri, en valt bestuurlijk gezien onder Douglas County.

## Demografie
Bij de volkstelling in 2000 werd het aantal inwoners vastgesteld op 3021.
In 2006 is het aantal inwoners door het United States Census Bureau geschat op 3115, een stijging van 94 (3,1%).

## Geografie
Volgens het United States Census Bureau beslaat de plaats een oppervlakte van
8,0 km², geheel bestaande uit land. Ava ligt op ongeveer 391 m boven zeeniveau.

## Plaatsen in de nabije omgeving
De onderstaande figuur toont nabijgelegen plaatsen in een straal van 36 km rond Ava.